# 労働者死傷病報告
労働者死傷病報告（ろうどうしゃししょうびょうほうこく）とは、労働安全衛生法等の法令により、事業者に課せられる報告の一つである。
厚生労働大臣等は、労働安全衛生法を施行するため必要があると認めるときは、事業者等に対し、必要な事項を報告させること等ができるとされていて（労働安全衛生法第100条1項）、この報告は、一定の要件に該当する労働災害等が発生したときに事業者に提出が求められる。

## 概説
労働災害の実態の把握と分析を通じ、その問題点を的確に認識することは労働災害防止の基礎であり、同種災害の防止という観点から重要である。そのため労働安全衛生法令では、労働災害等により労働者が死亡または休業した場合には労働者死傷病報告（以下、「報告書」と略す）の提出を事業者に求め、これに従わない事業者（労災隠し）には罰則をもって臨んでいる。
事業附属寄宿舎内において発生した労働者の死傷病（労働災害であることが明らかなものを除く）は、労働基準法施行規則第57条により報告させることになっているので、第97条1項でいう「附属建設物」には、寄宿舎を含めないものであること（昭和47年9月18日基発第601号の1）。
報告書の提出時期は、労働者が死亡した場合、または4日以上の休業をした場合には、遅滞なく提出しなければならない。休業が3日以下の場合は、1月～3月、4月～6月、7月～9月、10月～12月の各期間における最後の月の翌月末までに提出すれば足りる。
被災労働者が派遣労働者の場合、報告書は派遣元・派遣先双方が提出義務を負う。派遣先がまず報告書を作成・提出し、派遣元は派遣先から報告書の写しの送付を受けてその内容を踏まえて報告書を作成する。平成31年1月の様式改正により、被災労働者が外国人の場合は、報告書に被災労働者の「国籍・地域」「在留資格」を記入しなければならないこととなった（平成31年1月8日基発0108第4号）。なお、休業が1日もなかった場合や、通勤災害の場合は提出の必要はない。
この報告書をもとに、労災保険支給決定、じん肺管理区分決定等労働基準監督機関が把握した他の情報をもあわせて、労働災害統計（労働災害私傷統計、重大災害統計、業務上傷病統計）が作られる。なお、報告書と労災保険の各種手続きは別物であるため、報告書は当該災害が労働災害に該当したが否かを問わず提出しなければならない。事業者が全額の補償を行い労災保険の請求をしなかった場合でも提出しなければならない。

## 罰則
労働安全衛生法第100条1項の規定による報告をせず、若しくは虚偽の報告をした者は、50万円以下の罰金に処する（労働安全衛生法第120条）。
労働者死傷病報告義務の違反は、労働安全衛生法上の他の報告とともに第100条1項違反となるが、同条違反の大部分が労災隠し関連と見られる。厚生労働省労働基準局が毎年作成する「労働基準監督年報」によれば、例年労働安全衛生法違反で送検された件数のうち約2割が第100条違反となっている。